# الدوري البحريني الممتاز 1966–67
الدوري البحريني الممتاز 1965-1966 هي النسخة الحادية عشر من الدوري البحريني الممتاز.

## نظرة عامة
توج المحرق باللقب.